# Troqueu
El troqueu és un peu de mètrica constituït per una síl·laba llarga i una altra breu, habitualment representades així:  _ U . Originàriament, el troqueu era un dels peus de la mètrica grecollatina. El ritme trocaic en la mètrica catalana i en l'anglosaxona es produeix quan es tracta d'un peu format per una sílaba accentuada seguida d'una altra no accentuada.
Es podria definir un troqueu així: 
| DUM | da |